# Groupement nord des forces armées soviétiques

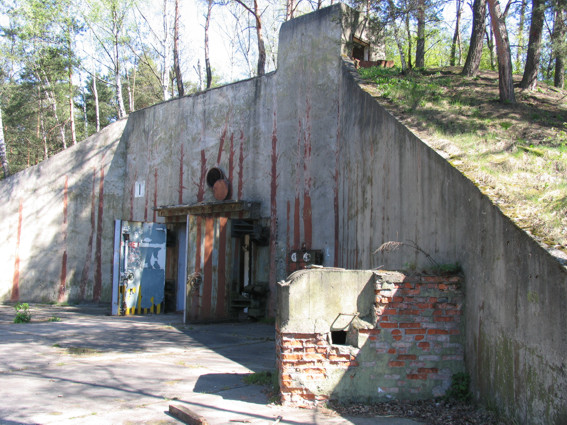
Ancien entrepôt d'armes nucléaires soviétique Granit 2 près de Szprotawa, en Pologne.

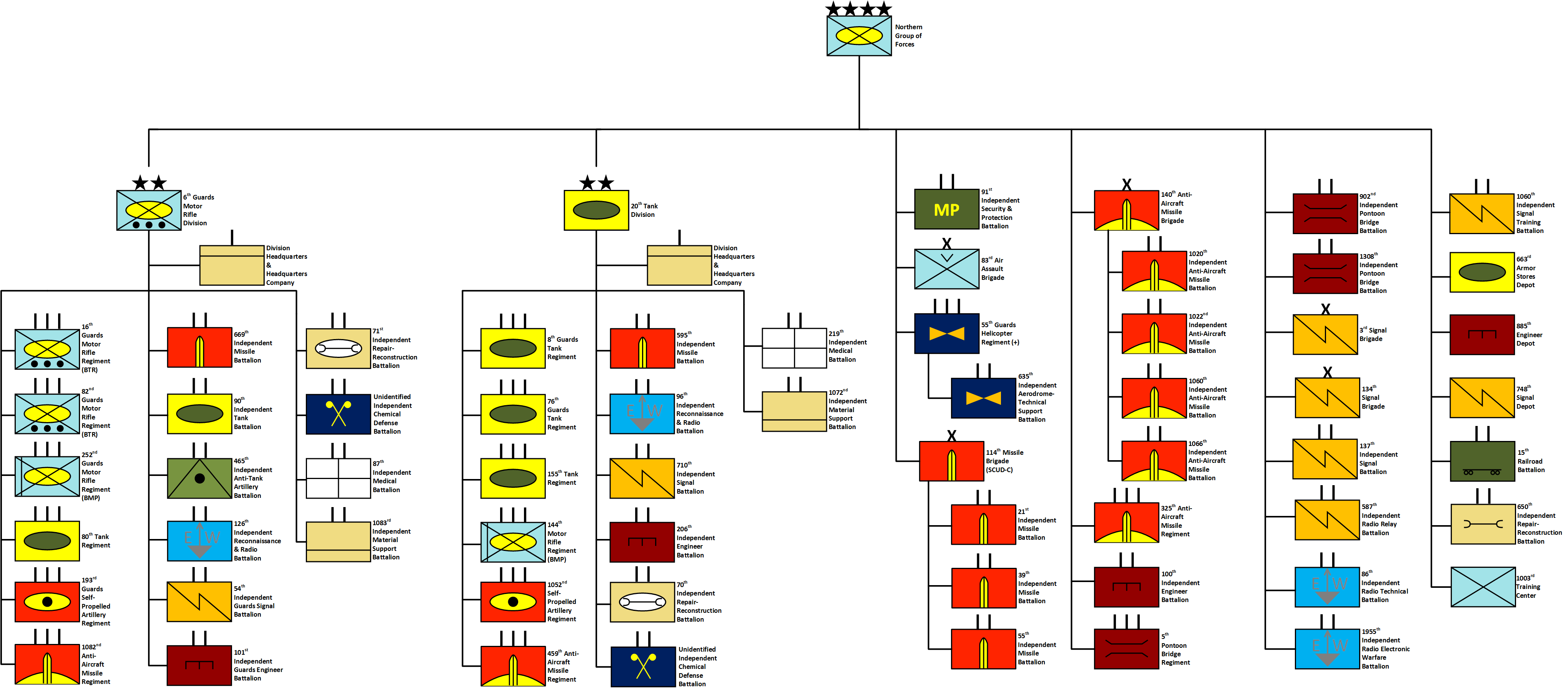
Organigramme en anglais du Groupement en 1988.

Le Groupement nord (russe : Северная группа войск ; polonais : Północna grupa wojsk) était la formation militaire de l'armée soviétique stationnée en Pologne de la fin de la Seconde Guerre mondiale en 1945 jusqu'au 17 septembre 1993, date de son retrait à la suite de la chute de l'Union soviétique. Bien qu'officiellement considérés comme des alliés polonais en vertu du traité du pacte de Varsovie, ils étaient considérés par certains Polonais comme une force d'occupation soviétique.